# Alburnus volviticus
Espèce
Statut de conservation UICN

 EN B1ab(i,ii,iii,iv,v)+2ab(i,ii,iii,iv,v) : En danger
Alburnus volviticus est un poisson d'eau douce de la famille des Cyprinidae.

## Répartition
Alburnus volviticus est endémique de Grèce. Cette espèce se rencontre désormais plus que dans le bassin du lac Volvi. Dans le passé elle était également présente dans celui du lac Koronia .

## Description
La taille maximale connue pour Alburnus volviticus est de 300 mm.

## Taxonomie
Cette espèce a été décrite initialement comme Chalcalburnus chalcoides macedonicus par Stephanidis en 1971.

## Étymologie
Son nom d'espèce lui a été donné en référence à son lieu de découverte, le lac Volvi.

## Publication originale
- Freyhof & Kottelat, 2007 : Review of the Alburnus mento species group with description of two new species (Teleostei: Cyrinidae). Ichthyological Exploration of Freshwaters , vol. 18, n. 3, p. 213-225[4] (introduction).